# Факультет (фільм)
«Факультет» (англ. The Faculty, досл. «Викладацький склад») — американський молодіжний фантастичний фільм жахів 1998 року, режисера Роберта Родрігеса. У фільмі знімалися: Джош Гартнетт, Елайджа Вуд, Шон Гатозі, Джордана Брюстер, Клеа Дюваль, Лаура Гарріс, Роберт Патрік, Бібі Нойвірт, Пайпер Лорі, Фамке Янссен, Ашер Реймонд, Сальма Хаєк і Джон Стюарт.

## Сюжет
Місце дії фільму — коледж Геррінгтон в Огайо. Студенти живуть звичайним життям: сваряться і закохуються. Серед них є і лідери, і одинаки, розумники та простаки, наркомани… Ніщо не віщувало знаходження нового виду паразита, який відкрив Кейсі на футбольному полі. Головні герої фільму, учні факультету Стен, Стоклі, Делайла і Кейсі, звертають увагу на дивацтва в поведінці викладачів та інших студентів. У Кейсі є версія, що виявлення нового виду і зміна поведінки вчителів не випадковий збіг: у місто проникли іншопланетяни. Гурт юнаків і дівчат намагається врятуватися від тих, хто раніше були їхніми вчителями, а тепер є іншопланетними істотами. Вони дізналися, що прибульців може вбити наркотик, який підпільно виготовляє Зік, тому що він «висушує» організм іншопланетянина. Нависла загроза змушує хлопців забути колишню ворожнечу й об'єднати зусилля в боротьбі за свої життя. У кінці фільму з'ясовується, що головний іншопланетянин — серед них. Але хто саме?

## Ролі
- Елайджа Вуд — Кейсі Коннор
- Джордана Брюстер — Делайла Профітт
- Клеа Дюваль — Стоклі Мітчелл
- Лора Харріс — Мерібет Луїза Гатчинсон
- Джош Гартнетт — Зік Тайлер
- Фамке Янссен — міс Берк
- Роберт Патрік — тренер Вілліс
- Шон Хетосі — Стен Росадо
- Ашер Реймонд — Гейб Сантора
- Сальма Гаєк — медсестра Харпер
- Пайпер Лорі — місіс Олсон
- Крістофер Мак-Дональд — м-р Коннор
- Бебе Нойвірт — Валері Дрейк
- Джон Стюарт — професор Ферлонг
- Даніель фон Барген — м-р Тейт

## Виробництво
Слогани фільму:
- «Шість студентів дізнаються правду про своїх вчителів, що вони насправді з іншої планети».
- «Що робити, якщо ваші вчителі дійсно з іншої планети?»
- «Гадаєте, що ваші викладачі — чужопланетяни? Ви можете мати рацію».
- «А ви думали, ВАШІ вчителі були дивні...».

Сюжет фільму розгортається з вересня по жовтень 1998 року.
Роль Делайли спочатку написана для Каризми Карпентер. Вона відмовилася від неї, тому що відчувала, що роль була занадто схожою на персонажа Корделії з т/с Баффі, винищувачка вампірів (1997). Сара Мішель Геллар, зірка Баффі, також відхилила роль у Факультеті (1998).
Клеа Дюваль (Стоклі) — гомосексуальна акторка, яка грає гетеросексуальну дівчину, яка вдає, що була лесбійкою, щоб відлякувати людей.
Джилліан Андерсон відмовилася від ролі Валері Дрейк.
У сцені, де студентів викликають до кабінету директора, одне ім'я називається «Томас Нікс» (англ. Thomas Nix). Насправді Томмі Нікс (англ. Tommy Nix) є одним з друзів режисера Роберта Родрігеса з часів коледжу. Він допоміг Родрігесу написати ідею до х/ф Перегонники (1994).
У сцені, де Мерібет відмовляється приймати тест на наркотики, кажучи, що в неї алергія, персонаж Джордани Брюстер Делайла коментує: «Так, а я португалка». У реальному житті Брюстер може побіжно розмовляти португальською.
Джессіка Альба пробувалася на роль Делайли Профітт.
Джон Стюарт грає професора Едварда Ферлонга. ктор же Едвард Ферлонг зіграв Джона Коннора у фільмі Термінатор 2: Судний день (1991), якого переслідував Термінатор T-1000. Останнього зіграв Роберт Патрік, який у фільмі «Факультет» грає тренера Джо Вілліса.
Пізніше Роберт Родрігес обрав Джоша Гартнетта й Елайджу Вуда знову для знімань у фільмі Місто гріхів.
Серед мотиваційних банерів у роздягальні школи є натяк на сюжетну складову фільму, зважючи на природу викрадачів тіл та суть іншопланетних загарбників, які захопили персонал і студентів. Один із банерів каже: «Воля до перемоги приходить зсередини».
Фамке Янсен зізналася 2016 року, що вона ніколи не бачила цей фільм, почасти тому, що не хоче бачити на екрані долю свого персонажа.

### Фільмування
Багато фільмувань проведено в старшій школі в місті Локгарт, штат Техас.
Автомобіль Зіка — Pontiac GTO 1970 р.

### Камео
Тіна Родрігес — татуйована дівчина, яку Мерібет запитує, де офіс директора — це сестра режисера Роберта Родрігеса.

### Кіноляпи
У фільмі присутні деякі ляпи.
Під час сцени в душі мило то праворуч, то ліворуч від крана.
Перед розтином миші набір з інструментами залишається практично порожнім, скальпель Зік тримає в руці. Це не заважає йому пізніше дістати скальпель з повного набору. У тій же сцені постійно зникають окуляри на його голові. Трохи пізніше Мерібет дістається ручка зі скатом без ковпачка — він з'являється за мить. Діра в гаражі, зроблена Делайлою, згодом збільшується в розмірах.
Сімдесятий номер під час гри примудряється одночасно бігати по полю і стояти поруч з тренером.
Точно не з першого дубля зняли сцену з пораненою монстром Стоклі, яка впала. Кров виглядає по-іншому, і лежить вона потім ближче до ґрат.
Мерібет запитує Стоклі про те, як закінчилася книга «Вторгнення викрадачів тіл». Подруга відповідає їй: «Вони дісталися до нас. Вони виграли. Ми програли». Насправді роман завершився капітуляцією прибульців. Вони недооцінили прагнення людей до виживання.

## Переклад та озвучення українською
Новий канал
Двоголосе закадрове озвучення.
1+1, ТЕТ, 2+2.
Двоголосе закадрове озвучення.
НЛО
Дублювання.

## Музика
Композитором саундтреку став Марко Бельтрамі, хто раніше працював над підлітковим фільмом жаху-слешером Крик.
1. «Another Brick in the Wall (Part 2)» — Class of '99
2. «The Kids Aren't Alright» — The Offspring
3. «I’m Eighteen» — Creed
4. «Helpless» — D Generation
5. «School’s Out» — Soul Asylum
6. «Medication» — Garbage
7. «Haunting Me» — Stabbing Westward
8. «Maybe Someday» — Flick
9. «Resuscitation» — Sheryl Crow
10. «It’s Over Now» — Neve
11. «Changes» — Shawn Mullins
12. «Stay Young» — Oasis
13. «Another Brick in the Wall (Part 1)» — Class of '99

## Сприйняття
Рейтинг фільму на сайті IMD — 6,4/10 на основі 79411 голосів.
Сайт Rotten Tomatoes має 50 відгуків від критиків (27 з яких позитивні і 23 негативні) з оцінкою 54%. Metacritic дав фільму 61 зі 100 балів на основі 19 оглядів.